# 平川市立碇ヶ関中学校
平川市立碇ヶ関中学校（ひらかわしりつ いかりがせきちゅうがっこう）は、青森県平川市碇ヶ関にある公立中学校である。

## 概要
平川市の南部、旧碇ヶ関村地区全域を学区とする中学校。主に平川市立碇ヶ関小学校からの児童が進学してくる。
校舎は旧碇ヶ関村の中心部にあり、さらに碇ヶ関中央保育園、碇ヶ関小学校と隣接しており、保・小・中の一貫した教育を行える環境にもある。この地域は内陸の山間部に位置しているため、1学年1学級の小規模校となっている。

### 生徒数
2023年現在の生徒数
| 学年 | 1年 | 2年 | 3年 | 特別支援 | 合計 |
| ---- | --- | --- | --- | -------- | ---- |
| 学級 | 1   | 1   | 1   | 0        | 3    |
| 生徒 | 11  | 7   | 12  | 0        | 30   |

## 沿革
- 1947年（昭和22年）
  - 4月1日 - 学校教育法により、碇ヶ関中学校を創立する（碇ヶ関小学校の校舎の一部を借りて創立）[2]。
  - 4月21日 - 開校式挙行。
- 1948年（昭和23年）4月1日 - 民部平分校を設置する。
- 1949年（昭和24年）
  - 4月1日 - 週5日制実施。
  - 10月25日 - 独立校舎が新築完成し、移転。
- 1951年（昭和26年）
  - 3月31日 - 週6日制に復す。
  - 10月25日 - 校歌を制定する。
- 1952年（昭和27年）
  - 4月1日 - 民部平分校が独立し、碇ヶ関村立民部平中学校となる。
  - 4月7日 - 校舎狭隘の為、職員室を碇ヶ関小学校校舎に移転。
- 1953年（昭和28年）4月5日 - 更に校舎が狭隘となった為、碇ヶ関小学校の教室を借用し、職員室を旧に復す。
- 1954年（昭和29年）
  - 5月20日 - 校章を制定する。
  - 9月10日 - 校旗を樹立する。
- 1955年（昭和30年）4月5日 - 新校章により、帽章及びバッジを作成する。
- 1957年（昭和32年）6月16日 - 文部省（現ː文部科学省）の産業教育研究指定校となる。
- 1962年（昭和37年）9月26日 - 6教室増設新築校舎完成。
- 1963年（昭和38年）4月15日 - 体育館の落成式挙行。
- 1967年（昭和42年）5月1日 - 牛乳給食開始。
- 1971年（昭和46年）4月1日 - 民部平中学校を統合する。民部平中学校学区から通う生徒は、バス輸送。
- 1979年（昭和54年）9月1日 - 隣接の碇ヶ関小学校新築移転に伴い、前庭グラウンド新設。
- 1990年（平成2年）
  - 7月15日 - 校舎改築工事が完了し、新校舎での授業開始。
  - 10月16日 - 新体育館完成。
- 1997年（平成9年）
  - 5月21日 - 青少年赤十字登録式挙行。
  - 9月13日 - 創立50周年記念式典挙行。
- 2006年（平成18年）1月1日 - 町村合併により、平川市立碇ヶ関中学校と改称。
- 2011年（平成23年）3月 - 太陽光発電システムが完成し、稼働。
- 2015年（平成27年）
  - 8月 - 非構造部材落下防止対策完了。
  - 11月 - 太陽光発電設備蓄電池整備完了。
- 2022年（令和4年）4月1日 - 平川市立碇ヶ関小学校との小中設置校となる[3]。

## 生徒数の推移
2010年までの生徒数推移表
|  | 生徒数（人） |

| 1947年 | 133 |  |
| 1957年 | 362 |  |
| 1967年 | 311 |  |
| 1977年 | 243 |  |
| 1987年 | 176 |  |
| 1997年 | 116 |  |
| 2006年 | 91  |  |
| 2010年 | 69  |  |

## 部活動

### 運動部
- 野球部[2]
- 陸上競技部
- バドミントン部
- 水泳クラブ
- 新体操クラブ

### 文化部
- 吹奏楽部[2]
- 創作部

## 学区
旧碇ヶ関村全域

## 周辺
- 平川市立碇ヶ関小学校 - 2022年4月から、校舎が同居する。
- 国道7号[5]
- JR東日本奥羽本線碇ケ関駅[5]
- 東北自動車道碇ヶ関IC[5]
- 道の駅いかりがせき[5]

## アクセス
- JR奥羽本線碇ケ関駅から、約1km・徒歩で約15分、自動車で約2分。
- 東北自動車道碇ヶ関ICから、自動車で約1.5km・約2分。

## 参考資料
- 『碇ヶ関中学校五十周年記念誌』（(碇ヶ関中学校)五十周年記念事業協賛会・1997年9月13日発行）83頁～92頁「学校沿革史」
- 『青森県教育史 別巻』（青森県教育委員会・1973年12月20日発行）「学校沿革 中学校」912頁～913頁「碇ヶ関中学校」